# لستيريا مولدة للوحيدات
اللستيريا المولدة للخلايا الوحيدة أو لستيريا مونوسايتوجينز هي البكتيريا التي تسبب داء اللستيريات. وهي بكتيريا لاهوائية اختيارية تستطيع العيش بوجود الأكسجين أو بغيابه.